# 横井ゆは菜
横井 ゆは菜（よこい ゆはな、英語: Yuhana Yokoi、2000年5月19日 - ）は、日本の元フィギュアスケート選手（女子シングル）。2022年四大陸選手権7位。2018年全日本ジュニア選手権優勝。

## 人物
愛知県名古屋市出身。名古屋市立南天白中学校、中京大学附属中京高等学校卒業、中京大学スポーツ科学部競技スポーツ科学科卒業。妹・きな結もシングルスケーター。元プロボクサーの田中恒成、アマチュアボクサーの田中亮明は従兄弟。憧れの選手は鈴木明子。
邦和スポーツランドに所属し、同チームの先輩である鈴木に表情や仕草が似ていることから「鈴木明子2世」と言われている。2014年のJGPメ～テレ杯では、かつて鈴木が使用していた衣装を着て演技を披露した。

## 経歴
2012-13シーズン、全日本ノービス選手権（ノービスA）で6位、初の国際大会となった2013年ガルデナスプリング杯のノービスクラスで2位入賞する。2013-14シーズン、全日本ジュニア選手権に出場し12位となる。
2014-15シーズン、日本スケート連盟の強化指定選手に選ばれる。同シーズンよりISUジュニアグランプリシリーズに参戦し、JGPメ～テレ杯に出場、6位となる。全日本ジュニア選手権では、SPでミスが相次ぎ26位となり、FSに進出できずに終わる。
2015-16シーズン、全日本ジュニア選手権で樋口新葉、白岩優奈に次ぎ3位入賞を果たす。初出場となった全日本選手権では11位となる。
2016-2017シーズン、全日本ジュニアフィギュアスケート選手権で8位となる。
2017-2018シーズン、JGPリガ杯に出場し5位に入る。全日本ジュニアフィギュアスケート選手権ではSP7位から巻き返し4位。全日本選手権で8位に入り初の世界ジュニア選手権への出場を決める。世界ジュニア選手権では、SP、FS共に自己ベストを更新し6位に入賞。
2018-2019シーズン、JGPブラチスラヴァで6位、JGPアルメニアン杯で3位。全日本ジュニアフィギュアスケート選手権では悲願の初優勝を果たす。全日本選手権では7位に入る。2度目の出場となった世界ジュニア選手権では、SP18位と大きく出遅れたがFSで巻き返し9位に入った。

### シニア時代

#### 2021-2022シーズン
四大陸選手権へ選出され、FSでは自己ベストを更新し7位。

#### 2022-2023シーズン
2022/2023 ISUグランプリシリーズスケートカナダ、全日本選手権に出場。全日本選手権終了後、今シーズンでの現役引退を表明。

### 引退後
2023年3月30日、自身のTwitterにて「4月から名古屋テレビ放送（メ〜テレ）に入社する」ことを発表した。入社後はイベントコンテンツ部に勤務しつつ、2024年10月には自ら企画・MCを務めた『フィギュアの謎100Q〜ニューヨークVS元日本代表〜』が放送、2025年1月よりテレビ朝日系で放送のアニメ『メダリスト』ではフィギュアスケート振付協力として、演技シーンで用いられるモーションキャプチャー撮影に参加している。

## 技術・演技
アクセルを除く5種類のトリプルジャンプを跳ぶことができる。コンビネーションでは、3回転フリップ-3回転トゥーループ、3回転ルッツ-3回転トゥループ、3回転サルコウ-3回転トゥーループ、3回転トゥーループ-3回転トゥーループ、2回転半アクセル-3回転トゥーループを成功させた。他にはない独自性を持ち、観客の心をつかんできた。

## 主な戦績
| 大会/年              | 2012-13 | 13-14 | 14-15 | 15-16 | 16-17 | 17-18 | 18-19 | 19-20 | 20-21 | 21-22 | 22-23 |
| -------------------- | ------- | ----- | ----- | ----- | ----- | ----- | ----- | ----- | ----- | ----- | ----- |
| 四大陸選手権         |         |       |       |       |       |       |       |       |       | 7     |       |
| GPスケートカナダ     |         |       |       |       |       |       |       |       |       |       | 8     |
| GPNHK杯              |         |       |       |       |       |       |       | 4     | 8     |       |       |
| GPロステレコム杯     |         |       |       |       |       |       |       | 6     |       |       |       |
| GPフランス杯         |         |       |       |       |       |       |       |       |       | 9     |       |
| GPスケートアメリカ   |         |       |       |       |       |       |       |       |       | 11    |       |
| CSフィンランディア杯 |         |       |       |       |       |       |       | 3     |       |       |       |
| 世界Jr.選手権        |         |       |       |       |       | 6     | 9     |       |       |       |       |
| JGPアルメニアン杯    |         |       |       |       |       |       | 3     |       |       |       |       |
| JGPブラチスラヴァ    |         |       |       |       |       |       | 6     |       |       |       |       |
| JGPリガ杯            |         |       |       |       |       | 5     |       |       |       |       |       |
| JGPメ～テレ杯        |         |       | 6     |       |       |       |       |       |       |       |       |
| チャレンジカップ     |         |       |       |       |       | 2 J   | 1 J   | 2     |       |       |       |
| ガルデナスプリング杯 | 2 N     |       |       |       |       |       |       |       |       |       |       |
| 全日本選手権         |         |       |       | 11    |       | 8     | 7     | 5     | 8     | 12    | 19    |
| 全日本Jr.選手権      |         | 12    | 26    | 3     | 8     | 4     | 1     |       |       |       |       |

- J - ジュニアクラス
- N - ノービスクラス

### 詳細
| 2022-2023 シーズン    |                                                  |          |           |           |
| 開催日                | 大会名                                           | SP       | FS        | 結果      |
| 2022年12月21日 - 25日 | 第91回全日本フィギュアスケート選手権（門真）     | 12 59.78 | 20 102.09 | 19 161.87 |
| 2022年10月28日 - 30日 | ISUグランプリシリーズ スケートカナダ（ミシサガ） | 12 54.87 | 5 123.86  | 8 178.73  |

| 2021-2022 シーズン    |                                                      |          |           |           |
| 開催日                | 大会名                                               | SP       | FS        | 結果      |
| 2022年1月18日 - 23日  | 2022年四大陸フィギュアスケート選手権（タリン）       | 12 53.93 | 6 131.41  | 7 185.34  |
| 2021年12月22日 - 26日 | 第90回全日本フィギュアスケート選手権（さいたま）     | 14 59.84 | 9 124.00  | 12 183.84 |
| 2021年11月19日 - 21日 | ISUグランプリシリーズ フランス国際（グルノーブル）   | 11 52.32 | 7 124.61  | 9 176.93  |
| 2021年10月22日 - 24日 | ISUグランプリシリーズ スケートアメリカ（ラスベガス） | 12 54.77 | 10 119.30 | 11 174.07 |

| 2020-2021 シーズン    |                                                   |          |          |          |
| 開催日                | 大会名                                            | SP       | FS       | 結果     |
| 2020年12月24日 - 27日 | 第89回全日本フィギュアスケート選手権（長野）      | 16 59.83 | 6 134.39 | 8 194.22 |
| 2020年11月27日 - 29日 | 2020年NHK杯国際フィギュアスケート競技大会（門真） | 5 65.18  | 8 111.31 | 8 176.49 |

| 2019-2020 シーズン    |                                                          |          |          |          |
| 開催日                | 大会名                                                   | SP       | FS       | 結果     |
| 2020年2月20日 - 23日  | 2020 チャレンジカップ（デン・ハーグ）                    | 2 73.29  | 2 141.27 | 2 214.56 |
| 2019年12月19日 - 22日 | 第88回全日本フィギュアスケート選手権（東京）             | 9 62.90  | 4 128.02 | 5 190.92 |
| 2019年11月22日 - 24日 | ISUグランプリシリーズ NHK杯（札幌）                      | 8 62.67  | 4 126.87 | 4 189.54 |
| 2019年11月15日 - 17日 | ISUグランプリシリーズ ロステレコム杯（モスクワ）         | 10 56.51 | 5 126.17 | 6 182.68 |
| 2019年10月11日 - 13日 | ISUチャレンジャーシリーズ フィンランディア杯（エスポー） | 3 65.09  | 3 126.81 | 3 191.90 |

| 2018-2019 シーズン    |                                                           |          |          |          |
| 開催日                | 大会名                                                    | SP       | FS       | 結果     |
| 2019年3月4日 - 10日   | 2019年世界ジュニアフィギュアスケート選手権（ザグレブ）    | 18 51.61 | 8 118.56 | 9 170.17 |
| 2019年2月21日 - 24日  | 2019 チャレンジカップ ジュニアクラス（デン・ハーグ）      | 1 53.63  | 1 126.27 | 1 179.90 |
| 2018年12月20日 - 24日 | 第87回全日本フィギュアスケート選手権（門真）              | 6 66.27  | 6 130.10 | 7 196.37 |
| 2018年11月23日 - 25日 | 第87回全日本フィギュアスケートジュニア選手権（福岡）      | 1 61.86  | 1 119.98 | 1 181.84 |
| 2018年10月10日 - 13日 | ISUジュニアグランプリ JGPアルメニアン杯（エレバン）       | 6 57.62  | 2 126.47 | 3 184.09 |
| 2018年8月22日 - 25日  | ISUジュニアグランプリ JGPブラチスラヴァ（ブラチスラヴァ） | 9 51.65  | 2 121.50 | 6 173.15 |

| 2017-2018 シーズン    |                                                        |         |          |          |
| 開催日                | 大会名                                                 | SP      | FS       | 結果     |
| 2018年3月5日 - 11日   | 2018年世界ジュニアフィギュアスケート選手権（ソフィア） | 8 59.81 | 4 124.97 | 6 184.78 |
| 2018年2月22日 - 25日  | 2018年チャレンジカップ ジュニアクラス（ハーグ）        | 4 54.09 | 2 115.62 | 2 169.71 |
| 2017年12月20日 - 24日 | 第86回全日本フィギュアスケート選手権（調布）           | 9 62.68 | 6 130.31 | 8 192.99 |
| 2017年11月24日 - 26日 | 第86回全日本フィギュアスケートジュニア選手権（前橋）   | 7 56.89 | 3 116.08 | 4 172.97 |
| 2017年9月6日 - 9日    | ISUジュニアグランプリ リガ杯（リガ）                   | 5 55.19 | 3 114.40 | 5 169.59 |

| 2016-2017 シーズン    |                                                      |          |          |          |
| 開催日                | 大会名                                               | SP       | FS       | 結果     |
| 2016年11月18日 - 20日 | 第85回全日本フィギュアスケートジュニア選手権（札幌） | 10 52.28 | 7 110.56 | 8 162.84 |

| 2015-2016 シーズン    |                                                            |          |           |           |
| 開催日                | 大会名                                                     | SP       | FS        | 結果      |
| 2015年12月24日 - 27日 | 第84回全日本フィギュアスケート選手権（札幌）               | 13 56.30 | 10 113.10 | 11 169.40 |
| 2015年11月21日 - 23日 | 第84回全日本フィギュアスケートジュニア選手権（ひたちなか） | 4 60.16  | 3 117.24  | 3 177.40  |

| 2014-2015 シーズン    |                                                      |          |         |          |
| 開催日                | 大会名                                               | SP       | FS      | 結果     |
| 2014年11月22日 - 24日 | 第83回全日本フィギュアスケートジュニア選手権（新潟） | 26 41.27 | -       | 26 41.27 |
| 2014年9月11日 - 14日  | ISUジュニアグランプリ メ～テレ杯（長久手）           | 8 50.92  | 6 97.30 | 6 148.22 |

| 2013-2014 シーズン    |                                                        |          |         |           |
| 開催日                | 大会名                                                 | SP       | FS      | 結果      |
| 2012年11月22日 - 24日 | 第82回全日本フィギュアスケートジュニア選手権（名古屋） | 23 40.84 | 9 95.89 | 12 136.73 |

| 2012-2013 シーズン |                                                       |         |         |          |
| 開催日             | 大会名                                                | SP      | FS      | 結果     |
| 2013年4月1日 - 3日 | 2013年ガルデナスプリング杯 ノービスクラス（ガルデナ） | 3 36.45 | 2 75.32 | 2 111.77 |

## プログラム使用曲
| シーズン  | SP | FS                                                                                             | EX                                                                                   |
| --------- | --- | ---------------------------------------------------------------------------------------------- | ------------------------------------------------------------------------------------ |
| 2022-2023 | シルク・ドゥ・ソレイユ「Alegria」より Kalandero 振付：佐藤操                                                 | ハンガリー狂詩曲 曲：フランツ・リスト 振付：鈴木明子                                           |                                                                                      |
| 2021-2022 | マラゲーニャ 作曲：エルネスト・レクオーナ 振付：宮本賢二                                                     | Queenメドレー 曲： Queen 振付：宮本賢二                                                        | トムとジェリー at MGM 振付：佐藤操                                                   |
| 2020-2021 | なんでもないや 振付：鈴木明子                                                                                | トムとジェリー at MGM 振付：佐藤操                                                             |                                                                                      |
| 2019-2020 | テレビドラマ『黒い十人の女 (2016年)』より 作曲：兼松衆 振付：佐藤操                                          | ミュージカル『オペラ座の怪人』より 作曲：アンドルー・ロイド・ウェバー 振付：川梅みほ、鈴木明子 |                                                                                      |
| 2018-2019 | 映画『ライオン・キング』より 作曲：ハンス・ジマー エメラルド・タイガー 演奏：ヴァネッサ・メイ 振付：川梅みほ | ミュージカル『オペラ座の怪人』より 作曲：アンドルー・ロイド・ウェバー 振付：川梅みほ           | 映画『グレイテスト・ショーマン』より 「Never Enough」 ボーカル：ローレン・オルレッド |
| 2017-2018 | 映画『ライオン・キング』より 作曲：ハンス・ジマー エメラルド・タイガー 演奏：ヴァネッサ・メイ 振付：川梅みほ | 映画『バーレスク』より 作曲：クリストフ・ベック 振付：鈴木明子                                 |                                                                                      |
| 2016-2017 | ミュージカル『サウンド・オブ・ミュージック』 作曲：リチャード・ロジャース 振付：本郷裕子                     | 映画『バーレスク』より 作曲：クリストフ・ベック 振付：鈴木明子                                 |                                                                                      |
| 2015-2016 | ミュージカル『サウンド・オブ・ミュージック』 作曲：リチャード・ロジャース 振付：本郷裕子                     | マラゲーニャ 作曲：エルネスト・レクオーナ 振付：本郷裕子                                       | 映画『ロッキー』サウンドトラックより 作曲：ビル・コンティ                            |
| 2014-2015 | 仮面舞踏会 作曲：アラム・ハチャトゥリアン 振付：本郷裕子                                                     | テレビ映画『ジプシー』 作曲：ジューリー・スタイン、スティーヴン・ソンドハイム 振付：本郷裕子   |                                                                                      |